# Ametista (sous-marin)
Le Ametista (en français : Améthyste) est un sous-marin de la classe Sirena (sous-classe de la Serie 600, en service dans la Regia Marina lancé au début des années 1930 et ayant servi pendant la Seconde Guerre mondiale.

## Caractéristiques
La classe Sirena était une version améliorée et élargie des précédents sous-marins de la classe Argonauta. La marine italienne décida de commander la construction de la série Sirena alors que la série Argonauta était encore en cours de construction. Le projet initial n’a été que légèrement retouché, quelques améliorations sont apportées et la forme de la coque dans la partie avant est modifiée avec l'adoption de la proue a squalo (requin), caractéristique de tous les sous-marins du Genio Navale Bernardis.
Des études menées par le principal ingénieur de la marine, Pericle Ferretti, ont abouti à la fabrication, dans les années trente, de l'appareil « ML », précurseur du schnorchel. Ces installations, qui auraient apporté d’importantes améliorations en matière de sécurité, d’autonomie, de rapidité et de capacité d’attaque, ont été fabriquées dans le CRDA de Monfalcone en 1934-1935 et commencé à être équipés sur les type Sirena ; cependant, lorsque l'amiral Antonio Legnani devint commandant des sous-marins de la Regia Marina en 1937, il fit enlever et démolir les « ML » car il les considéraient comme superflues.
Ils déplaçaient 691 tonnes en surface et 850 tonnes en immersion. Les sous-marins mesuraient 60,18 mètres de long, avaient une largeur de 4,66 mètres et un tirant d'eau de 4,66 mètres. Leur équipage comptait 36 officiers et hommes d'équipage.
Pour la navigation de surface, les sous-marins étaient propulsés par deux moteurs diesel Tosi de 675 chevaux (503 kW), chacun entraînant un arbre d'hélice. En immersion, chaque hélice était entraînée par un moteur électrique Marelli de 400 chevaux-vapeur (298 kW). Ces moteurs électriques étaient alimentés par une batterie d'accumulateurs au plomb composée de 104 éléments. Ils pouvaient atteindre 14 noeuds (26 km/h) en surface et 7,5 noeuds (13,9 km/h) sous l'eau. En surface, la classe Sirena avait une autonomie de 5 000 milles nautiques (9 300 km) à 8 noeuds (15 km/h). En immersion, elle avait une autonomie de 72 milles nautiques (133 km) à 4 noeuds (7,4 km/h).
Les sous-marins étaient armés de six tubes lance-torpilles de 53,3 centimètres (21 pouces), quatre à l'avant et deux à l'arrière, pour lesquels ils transportaient un total de 12 torpilles. Ils étaient également armés d'un seul canon de pont de 100 mm (3,9 in) (copie du Canon de 10 cm K10 Škoda) à l'avant de la tour de contrôle (kiosque) pour le combat en surface. L'armement anti-aérien consistait en deux ou quatre mitrailleuses Breda Model 1931 de 13,2 mm.

## Construction et mise en service
Le Ametista est construit par Odero-Terni-Orlando  (OTO) sur le chantier naval Cantiere navale del Muggiano de La Spezia en Italie, et mis sur cale le 16 septembre 1931. Il est lancé le 24 avril 1933 et est achevé et mis en service le 1er avril 1934. Il est commissionné le même jour dans la Regia Marina.

## Historique
Dans les premiers mois de 1940, le Ametista est utilisé pour expérimenter la libération des Siluro a Lenta Corsa (SLC) d'un sous-marin. Sur le pont sont disposés des supports sur lesquels sont placés trois des embarcations, puis fixés avec des câbles. Le Ametista plonge alors dans la rade de La Spezia et libère les trois SLC qui atteignent et minent l'ancien explorateur Quarto. De toute façon le temps et la complexité de l'opération font comprendre que celle adoptée n'est pas la solution la plus facile pour transporter les SLC (sur les sous-marins Gondar et Sciré, en effet, on adoptera des conteneurs cylindriques).
Dans les premiers mois de la Seconde Guerre mondiale, il opère en mer Égée, sans résultat.
En 1941, il est commandé par le capitaine de corvette Virgilio Spigai.
En septembre de la même année, il a été envoyé dans le canal de Caso avec les sous-marins Gemma et Tricheco.
En décembre 1942, il subit une inspection à l'issue de laquelle il est évalué à 95% d'efficacité. Les principaux problèmes consistent dans le bruit des pompes et des lignes d'essieux et dans le fait que les hydrophones sont dans un état jugé "médiocre" (alors que les autres équipements, tels que les transmetteurs de signaux acoustiques et les sondeurs à ultrasons, étaient jugés en bon état).
Le 9 septembre 1943, après l'armistice de Cassibile, il quitte Fiume sous le commandement du lieutenant de vaisseau (tenente di vascello) Luigi Ginocchio, et arrive à Ancône deux jours plus tard, dans la matinée. Il quitté la capitale des Marches pour se rendre à Brindisi à trois heures de l'après-midi du 12 septembre, en remorquant le sous-marin de poche CB 11, mais au large de Numana, il décide de se saborder par lui-même comme l'a déjà fait le sous-marin Serpente. Il y a trois victimes (le sergent Carmine Cantone et les chefs de 2e classe Enrico Castellato et Luigi Martano).
Le Ametista avait effectué un total de 27 missions de guerre, couvrant 15 619 milles nautiques (28 926 km) en surface et 3 246 milles nautiques (6 011 km) sous l'eau.